# Anthurium potarense
Anthurium potarense är en kallaväxtart som beskrevs av Henry Allan Gleason. Anthurium potarense ingår i släktet Anthurium och familjen kallaväxter. Inga underarter finns listade.